# Thelepus crispus
Thelepus crispus är en ringmaskart som beskrevs av Herbert Parlin Johnson 1901. Thelepus crispus ingår i släktet Thelepus och familjen Terebellidae. Inga underarter finns listade i Catalogue of Life.